# Schnittfamilie
Eine Schnittfamilie einer Menge {\displaystyle N} bezeichnet in der Mathematik eine Familie von Teilmengen von {\displaystyle N}, bei der je zwei ihrer Elemente einen nichtleeren Schnitt haben.

## Definition
Eine Mengenfamilie {\displaystyle F\subseteq {\mathcal {P}}(N)} wird als Schnittfamilie bezeichnet, wenn folgende Eigenschaft erfüllt ist:
Für alle {\displaystyle A_{i},A_{j}\in F} gilt {\displaystyle A_{i}\cap A_{j}\neq \varnothing }.

## Bemerkungen
Die maximale Mächtigkeit einer Schnittfamilie {\displaystyle F} einer endlichen Menge {\displaystyle N} der Mächtigkeit {\displaystyle n} ist {\displaystyle |F|\leq 2^{n-1}}.
Jeder Filter ist eine Schnittfamilie.
Eine {\displaystyle k}-Schnittfamilie bezeichnet eine Schnittfamilie, in der alle Elemente die Mächtigkeit {\displaystyle k} haben. Zu maximalen Mächtigkeiten solcher Familien macht der Satz von Erdős-Ko-Rado eine Aussage.
Nach dem Satz von Kleitman hat die Vereinigung von {\displaystyle m} Schnittfamilien {\displaystyle {\bar {F}}=\bigcup _{i=1}^{m}F_{i}} höchstens {\displaystyle |{\bar {F}}|\leq 2^{n}-2^{n-m}} Teilmengen.